# 射添村
射添村（いそうそん）は、兵庫県美方郡にあった村。現在の香美町村岡区の北半にあたる。

## 地理
- 山岳 ： 三川山、白菅山
- 河川 ： 矢田川、和佐父川、丸味川、湯舟川、熊波川

## 歴史
- 1889年（明治22年）4月1日 - 町村制の施行により、七美郡長板村・熊波村・和田村・入江村・川会村・丸味村・原村・長瀬村・高津村・長須村・味取村・山田村・境村・二方郡柤岡村の区域をもって発足。七美郡に所属。
- 1896年（明治29年）4月1日 - 所属郡が美方郡に変更。
- 1955年（昭和30年）4月1日 - 小代村と合併して美方町が発足。同日射添村廃止。
- 1961年（昭和36年）4月1日 - 美方町のうち旧村域が村岡町に編入。

## 交通

### 道路
- 国道9号